# Erik von Loewis
Erik von Loewis (* 22. Februar 1904 in Dorpat, Gouvernement Estland; † 5. November 1986 in West-Berlin) war ein deutsch-baltischer Schauspieler und Regisseur.

## Leben

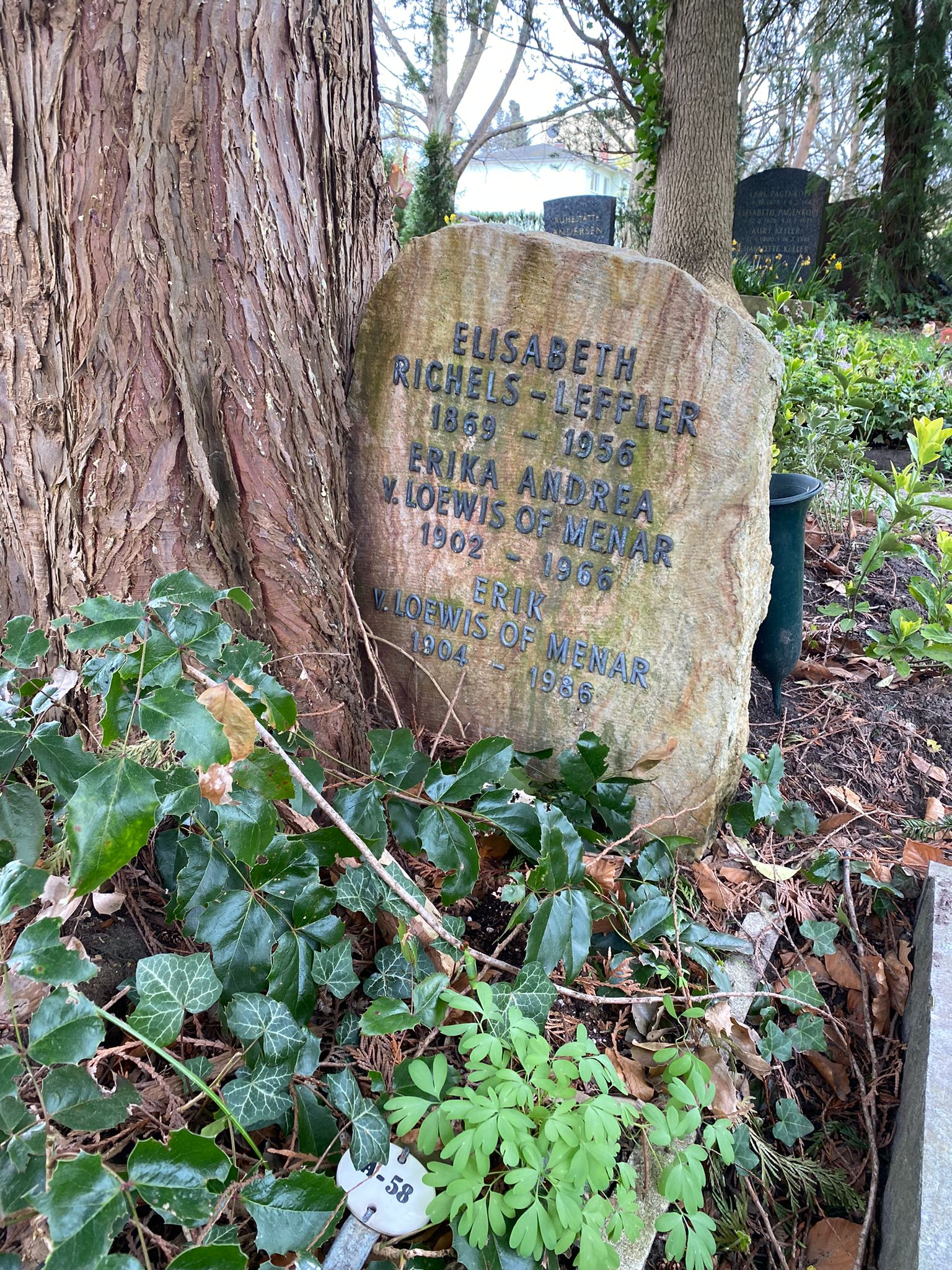
Grabstätte auf dem Evangelischen Friedhof Alt-Schmargendorf

Der aus altem Adel stammende Loewis – sein Vater war der ritterschaftlich-zaristische Beamte Harley von Loewis of Menar, seine Mutter Alice eine geborene von Zoeckell – hatte bis zum Abitur die Oberrealschule besucht. Er begann an der Christian-Albrechts-Universität zu Kiel Rechtswissenschaft zu studieren. 1924 wurde er im Corps Holsatia recipiert. Als Inaktiver wechselte er an die Preußische Universität zu Greifswald und die Westfälische Wilhelms-Universität Münster. Nach dem Examen arbeitete er als Assessor und Abteilungsleiter bei der Deutschen Bodenbank.
Er wechselte 1935 zur Schauspielerei und begann seine Tätigkeit beim Kurmärkischen Landestheater. Von 1936 bis 1938 durchlief er in Berlin bei Lilly Ackermann eine Schauspielausbildung und wirkte zeitgleich mit winzigen Rollen in mehreren Filmen mit. Nach Abschluss des Schauspielunterrichts spielte von Loewis an Bühnen in Neiße, Bad Altheide, Magdeburg, Bremen und Gera. Sein Fach war das eines Bonvivants und Buffos. 1943 wurde von Loewis eingezogen. Die verbleibenden Kriegsjahre diente er in einer Transportkommandantur. 1945 setzte Erik von Loewis seine schauspielerische Tätigkeit fort, wirkte bis 1947 als Regisseur an Theatern in Düsseldorf und München. Er ließ sich 1947 in Berlin nieder und arbeitete an der Volksbühne Berlin beim Film. Bis zur Gründung der Bundesrepublik war von Loewis vor allem für die DEFA tätig, ab 1951 kamen Angebote vom bundesdeutschen Kinofilm und wenig später auch vom Fernsehen hinzu. Außerdem trat er in Hörfunksendungen des RIAS, des NWDR und des SFB auf und wirkte in zahlreichen Hörspielen mit. Auch für den Schulfunk war er aktiv. Dank seiner aristokratischen Ausstrahlung und seines kantigen Charakterkopfes wurde von Loewis zumeist mit (kleinen) Rollen hochherrschaftlicher Herren bedacht. Er spielte häufig Adelige und Offiziere, die er aufgrund seines Habitus mit viel Würde gestaltete. Mit 82 Jahren gestorben, wurde er auf dem Evangelischen Friedhof Alt-Schmargendorf (Grablage A-58) beerdigt.

## Filmografie
- 1936: Fridericus
- 1937: Die gelbe Flagge
- 1937: Der Mustergatte
- 1937: Der Mann, der nicht nein sagen kann
- 1938: Am seidenen Faden
- 1938: Pour le Mérite
- 1947: Grube Morgenrot
- 1948: Und wieder 48
- 1948: Berliner Ballade
- 1948: Träum’ nicht, Annette!
- 1949: Der Biberpelz
- 1949: Quartett zu fünft
- 1949: Die blauen Schwerter
- 1949: … und wenn’s nur einer wär’ …
- 1950: Bürgermeister Anna
- 1951: Stips
- 1954: Meines Vaters Pferde I. Teil Lena und Nicoline
- 1954: Die Hexe
- 1955: Oberwachtmeister Borck
- 1955: Die Barrings
- 1956: Anastasia, die letzte Zarentochter
- 1956: Spion für Deutschland
- 1957: Der Adler vom Velsatal
- 1957: Der Fuchs von Paris
- 1958: Das Mädchen Rosemarie
- 1958: Unruhige Nacht
- 1958: Hunde, wollt ihr ewig leben
- 1959: Lockvogel der Nacht
- 1959: Die schöne Lügnerin
- 1959: Bezaubernde Arabella
- 1960: Der Prozeß Mary Dugan (TV)
- 1960: Der letzte Zeuge
- 1961: Eine hübscher als die andere
- 1962: Jeder stirbt für sich allein (TV)
- 1963: Der Zinker
- 1963: Krach im Hinterhaus (TV)
- 1963: Ein Windstoß (TV)
- 1964: DM-Killer
- 1965: Der Fall Harry Domela (TV)
- 1965: Die fromme Helene
- 1965: Playgirl
- 1966: Lange Beine – lange Finger
- 1966: Standgericht (TV)
- 1966: Der Zauberer Gottes (TV)
- 1967: Hugenberg – Gegen die Republik (TV)
- 1971: Liebe Mutter, mir geht es gut
- 1971: Drüben bei Lehmanns – Damenwahl
- 1975: Der Stechlin (TV-Dreiteiler)
- 1976: Ein Fall für Stein (TV-Serie, eine Folge)
- 1977: Ein Mann will nach oben (TV-Serie, eine Folge)
- 1980: Die Wildente (TV)